# NGC 2721
NGC 2721 é uma galáxia espiral (Sbc) localizada na direcção da constelação de Hydra. Possui uma declinação de -04° 54' 05" e uma ascensão reta de 8 horas, 58 minutos e 56,5 segundos.
A galáxia NGC 2721 foi descoberta em 1 de Fevereiro de 1786 por William Herschel.